# 索莫吉·费伦茨
索莫吉·费伦茨（匈牙利語：Somogyi Ferenc；1945年9月1日—），匈牙利政治人物，外交官。前外交部长（2004年－2006年），驻美国大使（2007年－2009年）。

## 生平

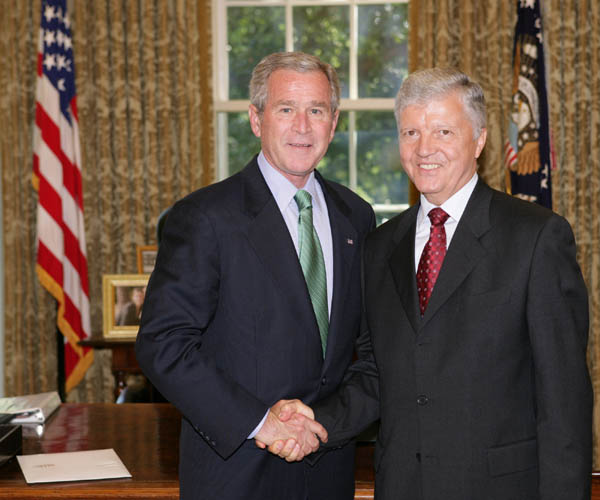
2007年9月18日，与布什合影

1945年生于奥地利哈特基兴。毕业于马克思经济大学，主修国际关系。曾任匈牙利驻缅甸大使馆随员（1969年－1971年），驻尼日利亚大使馆二等秘书（1971年－1973年），匈牙利常驻联合国副代表（1980年－1984年），外交部国际组织司司长（1984年－1989年）。2004年至2006年任外交部长。2007年至2009年任驻美国特命全权大使。
2005年10月24日至25日访华，与时任外交部长李肇星会谈。